# جيك هوارد
جيك هوارد (بالإنجليزية: Jake Howard)‏ هو مجدف أسترالي، ولد في 30 أغسطس 1945 في Bexley, New South Wales ‏ في أستراليا، وتوفي في 11 ديسمبر 2015.